# Związek gmin Braunsbach-Untermünkheim
Związek gmin Braunsbach-Untermünkheim – związek gmin (niem. Gemeindeverwaltungsverband) w Niemczech, w kraju związkowym Badenia-Wirtembergia, w rejencji Stuttgart, w regionie Heilbronn-Franken, w powiecie Schwäbisch Hall. Siedziba związku znajduje się w miejscowości Braunsbach, przewodniczącym jego jest Frank Harsch.
Związek zrzesza dwie gminy wiejskie:
- Braunsbach, 2 330 mieszkańców, 52,85 km²
- Untermünkheim, 3 004 mieszkańców, 27,14 km²